# Captain Marvel (Mar-Vell)
Captain Marvel (Mar-Vell) is een fictieve superheld uit de comics van Marvel Comics en een voormalig lid van The Avengers. Hij werd bedacht door Stan Lee en Gene Colan en verscheen voor het eerst in Marvel Super-Heroes #12 (december 1967).

## Biografie
Mar-Vell was oorspronkelijk een kapitein in het galactische leger van het Kree-rijk. Daarmee werd hij op een spionagemissie naar de Aarde gestuurd om te beoordelen of die een bedreiging vormde voor de Kree. Nadat hij hier wetenschapper Walter Lawson zag sterven, nam Mar-Vell zijn naam en een valse identiteit aan. Zijn alias Captain Marvel ontstond toen hij in actie kwam in zijn (toen nog groen-witte) Kree-uniform om het op te nemen voor de mensen. De mensheid beschermend tegen onheil, raakte Mar-Vell steeds gestelder op ze. Deze genegenheid, zijn heldendaden én interesse voor Kree-vrouw Una wekten tegelijkertijd de jaloezie van zijn commandant Yon-Rogg op. Die gaf hem daarom steeds gevaarlijker opdrachten.
Mar-Vell beschikte bij zijn aankomst op Aarde niet over bijzondere vermogens, behalve dat hij behoorde tot een fysiek sterker ras dan de mensheid. Hij was daarnaast bewapend met polsbanden waarmee hij energieladingen kon afvuren. Kree-leider Zarek en Ronan the Accuser gaven hem begin 1969 voor het eerst bovennatuurlijke vermogens. Daardoor werd hij zo sterk dat hij elke materie die de Kree kennen kon verpulveren, kon hij naar iedere plek in het universum teleporteren, sneller dan het licht vliegen en illusies projecteren. Roy Thomas en Gil Kane gaven Captain Marvel in oktober 1969 in Captain Marvel #17 vervolgens de rood-zwarte gedaante die kenmerkend werd voor het personage. Hij kreeg toen ook de beschikking over de eveneens typerende Nega-Bands die hij om zijn polsen droeg. Hierbij werden zijn vorige vaardigheden vervangen door bovenmenselijke kracht, bestendigheid en snelheid, de capaciteit om te vliegen en het vermogen om zich in de ruimte te begeven zonder te hoeven ademen. Later werden Captain Marvels vermogens door Eon nog aangevuld met een 'kosmisch bewustzijn'. Hierdoor merkte hij elke verandering in het universum die voor hem van belang was op.

## Dood en opvolgers
Doordat Mar-Vell in een gevecht met Nitro een zenuwgascontainer met de hand sloot, raakte zijn lichaam daarna langzaam vergiftigd. Zijn Nega-Bands vertraagden dit proces, maar zorgden er ook voor dat behandelingen geen effect hadden. Nadat hij uiteindelijk accepteerde dat hij zijn strijd tegen de Dood niet kon winnen, overleed Mar-Vell aan kanker (in de graphic novel The Death of Captain Marvel van Jim Starlin, uit 1982).
Na Mar-Vells overlijden droegen verschillende andere personages de naam Captain Marvel.
- Monica Rambeau was de tweede drager van de naam Captain Marvel (vanaf The Amazing Spider-Man annual #16, oktober 1982). Rambeau kan sinds haar blootstelling aan extra-dimensionale energie haar lichaam veranderen in pure energie. Ze kreeg haar heldennaam toegedicht door de media zonder zelf op de hoogte te zijn van het bestaan van de vorige drager. Na het afstaan van de naam aan de zoon van Mar-Vell ging ze in 1996 verder als Photon.
- De derde drager van de naam Captain Marvel was Genis-Vell, de zoon van Mar-Vell. Hij werd na de dood van zijn vader geboren nadat zijn moeder Elysius zich met gebruik van Kree-technologie kunstmatig liet bevruchten met genetisch materiaal van zijn vader. Genis-Vell is krachtiger dan zijn vader was omdat hij half Kree, half Eternal is. Hij droeg de voormalige titel van zijn vader vanaf Captain Marvel (Volume 3) #1 (december 1995). Hij ging in 2005 verder als Photon.
- De vierde drager van de naam Captain Marvel was Phyla-Vell, de dochter van Mar-Vell. Zij wordt bij toeval gecreëerd wanneer Genis-Vell het universum herschept en daarbij afwijkingen van het origineel bewerkstelligt. Ze krijgt de naam Captain Marvel in Captain Marvel (volume 5) #16 (december 2003).
- De vijfde drager van de naam Captain Marvel was de Skrull Khn'nr. Hij deed zich voor als een herrezen Mar-Vell en kreeg door het gebruik van diens DNA het bijbehorende uiterlijk (Civil War: The Return, maart 2007). Omdat het Mar-Vell-gedeelte van zijn persoonlijkheid de overhand krijgt, keert hij zich juist tegen de Skrulls.
- De zesde drager van de naam Captain Marvel was de Kree Noh-Varr. Hij deed dit op verzoek van Khn'nr, die wilde dat de naam van Mar-Vell werd voortgezet in de strijd tegen de Skrulls. Hij sloot zich onder deze naam aan bij de Dark Avengers (Dark Avengers #1, maart 2009). Na het verlaten van dit team doopte hij zich in 2010 om tot Protector.
- Dertig jaar na zijn dood veranderde Carol Danvers - tot op dat moment Ms. Marvel - haar alias om in Captain Marvel (Avenging Spider-Man #9, juli 2012). Dit als eerbetoon aan de originele drager, van wie zij haar vermogens verkreeg in een explosie die hun genen deed versmelten (in Captain Marvel #18, november 1969).

## In andere media

### Marvel Cinematic Universe
Mar-Vell verschijnt sinds 2019 binnen het Marvel Cinematic Universe, waarin ze wordt gespeeld door Annette Bening. Hierin is Mar-Vell een vrouw die geen bovennatuurlijke krachten vertoont. In plaats daarvan is ze een Kree-wetenschapster die zich voordoet als mens en zich op Aarde heeft gevestigd als Dr. Wendy Lawson. Ze verschijnt onder andere in de volgende film en serie:
- Captain Marvel (2019)
- What If...? (2023) (stem ingesproken door Keri Tombazian) (Disney+)

### Televisieseries
Mar-Vell is in zijn originele vorm te zien als Captain Marvel in de animatieseries The Super Hero Squad Show en The Avengers: Earth's Mightiest Heroes. De Nederlandse stem van Mar-Vell / Captain Marvel in de laatst genoemde serie is Tony Neef.

### Videospellen
Captain Marvel is een speelbaar personage in de computerspellen Marvel Super Hero Squad Online en Marvel: Ultimate Alliance.